# Union megye (Florida)
Union megye az Amerikai Egyesült Államokban, azon belül Florida államban található. Megyeszékhelye Lake Butler. Lakosainak száma 16 147 fő (2020. április 1.). Union megye Baker, Bradford, Alachua és Columbia megyékkel határos.

## Népesség
A megye népességének változása:
| Lakosok száma | 15 531 | 15 266 | 15 263 | 15 136 | 15 234 | 16 147 |
|               | 2010   | 2011   | 2012   | 2013   | 2015   | 2020   |